# Râul Valea Poienilor, Ieud
Râul Valea Poienilor este un curs de apă, afluent al râului Ieud.

## Hărți
- Harta județului Maramureș
- Harta munții Țibleș  Arhivat în 11 octombrie 2008, la Wayback Machine.